# اللغة التيتومية
اللغة التيتومية، إحدى اللغتين المستخدمتين في تيمور الشرقية.